# Улица Рябчикова
Улица Рябчикова — улица в Красном Селе. Продлевалась в северном и в южном направлениях в связи с новой застройкой Красного Села и с 1975 года проходит от Бронетанковой улицы до улицы Восстановления. Другая часть улицы проходит на север от Моховой улицы до Гвардейской улицы.

## История
Название присвоено в память об Андрее Яковлевиче Рябчикове (1883—1919), рабочем Красногородского целлюлозно-бумажного завода, участнике Гражданской войны.